# 애정이 꽃피는 나무
애정이 꽃피는 나무(Raintree County)는 미국에서 제작된 에드워드 드미트릭 감독의 1957년 드라마, 멜로/로맨스 영화이다. 몽고메리 클리프트, 엘리자베스 테일러 등이 주연으로 출연하였고 데이비드 루이스 등이 제작에 참여하였다.

## 출연

### 주연
- 몽고메리 클리프트
- 엘리자베스 테일러

### 조연
- 에바 마리 세인트
- 나이절 패트릭
- 리 마빈
- 로드 테일러
- 애그니스 무어헤드
- 월터 에이블
- 톰 드레이크
- 리스 윌리엄스
- 러슬 콜린스
- 드포러스트 켈리
- 루스 애터웨이
- 올리버 블레이크
- 네스던 부스
- 헨리 브락
- 돈 버넷
- 윌리엄 찰리
- 필 챔버스
- 이저벨 쿨리
- 조저핀 커민스
- 잭 데일리
- 마이클 단테이
- 필리스 더글러스
- 마이클 두건
- 존 엘드레지
- 로버트 포크
- 수 조지
- 도러시 그레인저
- 제임스 그리피스
- 머너 핸슨
- 스테이시 해리스
- 라절린드 헤이즈
- 주디 조든
- 프랭크 크레이그
- 재넛 레이크
- 루어너 리
- 도널드 러즈비
- 믹키 마가
- 오우언 머기브니
- 가드너 맥케이
- 프랭크 밀스
- 버트 머스틴
- 밀리센트 패트릭
- 크리스터퍼 라이어던
- 에일린 스티븐스
- 로버트 스티븐슨
- 빌 워커
- 찰스 와츠

## 제작진
- 원작자: 로스 록리지 주니어
- 협력프로듀서: 밀러드 카우프먼
- 협력프로듀서: 토머스 D. 태넌바움
- 조감독: 리지웨이 캘로우
- 조감독: 행크 문진
- 조감독: 칼 "메이저" 룹
- 세트: 휴 헌트
- 세트: 에드윈 B. 윌리스
- 의상: 월터 플렁킷
- 분장부문: 시드니 길러라프
- 분장부문: 윌리엄 터틀